# إيرني ميلز (دراج)
إيرني ميلز (بالإنجليزية: Ernie Mills) مواليد 10 أبريل 1913 في إنجلترا، كان دراج إنجليزي. سبق أن شارك في دورة الألعاب الأولمبية الصيفية وفاز بميدالية أولمبية.

## الميداليات
| الميدالية | المسابقة                       |
| --------- | ------------------------------ |
| برونزية   | الألعاب الأولمبية الصيفية 1936 |

## روابط خارجية
- إيرني ميلز على موقع أرشيف الدراجات (الإنجليزية)
- إيرني ميلز على موقع أوليمبيديا (الإنجليزية)